# 李象
李象（638年5月16日—？），唐太宗之孙，皇太子李承乾长子。
贞观十二年三月丙子，李象出生，唐太宗因此在东宫宴请五品以上官员，并对房玄龄、魏征等进行了褒奖，都赏赐了佩刀。
李承乾患足疾后，太宗曾于贞观十七年（643年）当众说，依照礼法，即使李承乾死在他之前，下一顺位的继承人也应该是身为嫡孙的李象，而非其他皇子。但李承乾最终因谋反被废，而唐太宗也立了另一位嫡皇子李治为太子，也就是后来的唐高宗。
尽管身为太宗的嫡长孙，李象终其一生只做过怀州别驾这样的小官，而且在武则天年间被罢黜。但李象的第四子李昌（李適之）在唐玄宗开元年间成为宰相，提出父亲、祖父葬礼有缺，上疏请求将他们归葬昭陵。于是李承乾被追赠为恒山愍王，李象也得以追赠为越州都督、郇国公。赵明诚《金石录》所载的《唐郇国公李君碑》即是其子李適之在天宝四年（745年）九月为他所立。

## 子孙
- 太子詹事、右武卫大将军李玭
  - 汲郡长史、宗正卿李粹
    - 信州刺史李伷

  - 礼部员外郎、给事中、河南尹、江华太守、尚书左丞、太子左庶子、银青光禄大夫上柱国陇西县开国公李廙
    - 邕管经略使兼御史中丞李位
      - 李孟舆
      - 李仲权
      - 李季谋
      - 李冲，字大受，有一子
- 某州别驾、赠使持节齐州诸军事、齐州刺史李静
  - 大理评事李黯
  - 蜀郡功曹参军李震
  - 永嘉郡太守李江
  - 司议郎李冰
  - 少府监丞李泳
- 宰相李昌

## 相关影视作品
少年时期的李象是电视剧《贞观长歌》人物之一。